# Alex Taub
Alex Taub byl konstruktér pracující pro firmy Chevrolet a Vauxhall z koncernu General Motors, později pro firmu Taub Engineering Company. Narodil se v Londýně a v Československu pracoval jako poradce.

## Patenty
Práce Alexe Tauba je vyjádřena v množství technických objevů, které si nechal patentovat. Získat výlučné právo využívat vynález a poskytnout souhlas k využívání vynálezu jiným osobám nebo jiným osobám zakázat patent používat předpokládá vynaložení velkých finančních prostředků. Patenty Alexe Tauba přihlašovala velká společnost General Motors a Vauxhall Motors, patřící General Motors.

## Práce v USA
První patent „Regulátor spalovacích motorů" byl přihlášen firmou General Motors  25. října 1919. Další přihlášené vynálezy  brzy následovaly:
- US1501884A; Internal-combustion engine; 1. prosince 1921 (Spalovací motor)
- US1508861A; Piston; 8. března 1922 (Píst)
- US1514938A; Connecting gearing, 7. února 1923 (Dynamostartér)
- US1623322A; Baffle plate in valve chamber; 17. července 1926 (Těsnicí planžeta)
- US1634123A; Oiling system for internal-combustion engines; 12. prosince 1923; (Mazací systém spalovacích motorů)
- US1638376A; Clutch; 8. srpna 1924 (Spojka)
- US1644759A; Clutch; 6. dubna 1923 (Spojka)
- US1655169A; Clutch; 7. března 1924 (Spojka)
- US1655170A; Intake heater; 28. května 1926 (Ohřívač sání)
- US1658773A; Cooling system for internal-combustion engines; 24. listopad 1923; (Chladící systém spalovacích motorů)
- US1658774A; Combined oil gauge and breather cap; 15. srpna 1924 (Kombinovaný olejoznak a odvzdušňovací uzávěr)
- US1672182A; Brake-equalizing device; 16. května 1923 (Zařízení pro vyrovnané brzdění)
- US1675623A; Internal-combustion engine; 14. února 1925 (Spalovací motor)
- US1694759A; Thermostatic control of carburetors; 29. května 1926 (Termostatické ovládání karburátorů)
- US1705037A; Spring suspension; 7. března 1927 (Pružinové zavěšení)
- US1721535A; Rear-axle assembly; 3. května 1926 (Sestava zadní nápravy)
- US1727621A; Exhaust valve; 18. února 1928 (Výfukový ventil)
- US1727797A; Three-shoe brake; 27. června 1927 (Tříčelisťová brzda)
- US1731831A; Thermostatic control of intake heater; 29. května 1926 (Termostatické ovládání ohřívače sání)
- US1705036A; Intake manifold; 2. ledna 1920 (Sací potrubí)
- US1757399A; Cylinder-head combustion chamber; 21. září 1927 ( Spalovací prostor hlavy válců)
- US1854962A; Valve tappet and method of making the same; 1. září 1928 (Zdvihátko ventilu a způsob jeho výroby)
- US1871760A; Lubricating system; 21. března 1928 (Systém mazání)
- US1950637A; Engine mounting; 24. června 1932 (Montáž motoru)
- US2004254A; Crankshaft bearing; 12. srpna 1933 (Ložisko klikového hřídele)
- US2030647A; Splash oiling system; 2. červen 1934 (Sprchový olejový systém)
- US2086370A; Engine mounting; 15. prosince 1932 (Montáž motoru)
- US2133592A; Cylinder head; 28. srpna 1935 (Hlava válců)
- US2214941A; Combustion chamber of internal combustion engines; 25. listopadu 1938 (Spalovací prostor motoru)
- US2214942A; Flexible mounting for reciprocating engines; 1. srpna 1938 (Pružné uložení motoru)

## Publikační činnost
Alex Tauch publikuje v časopise Institution of Mechanical Engineers. Článek „Carburation" vyšel v červnu 1938, další článek „Cylinder Bore Wear" vyšel v červnu 1939.
Další práce napsal pro Society of Automotive Engineers:
- Desirability of a Large - Bore Engine (Žádanost velkých vrtání)
- Powerplant Economics (Ekonomika pohonné jednotky)
- Combustion-Chamber Progress Correlated (Souvztažný vývoj  spalovacího prostoru)
- Mixture Distribution (Distribuce směsi)
- How the Design Engineer Views Manufacturing (Jak se dívá konstruktér na výrobu)
- Resilient Mounting as Applied to Automotive Engines (Pružná montáž motorů)
- Fuel Consuption Problem (Problémy spotřeby paliva)
- Motor-Car Engines in England (Automobilové motory v Anglii)
- What About the Engine? (A co motor?)[6]
- Economics of the Chevrolet Engine (Ekonomika motorů Chevrolet)

V posledním příspěvku naznačil rozhodnutí General Motors konkurovat Fordu A šestiválcovým motorem. Rozhodnutí, že Chevrolet model 1929 bude mít rozvod OHV, který konstruoval Alex Taub, a nikoli SV padlo na poslední chvíli (30. ledna 1928). Chevrolety se vyvážely do Velké Británie, ale očekávala se opatření podporující britský průmysl, a tak firma Vauxhall, patřící GM, začala motory vyrábět sama. Alex Taub nastoupil do Vauxhallu o několik let později.
Mimo příspěvků se účastnil i konferencí, na kterých přispěl svými referáty.

## Práce ve Velké Británii
Od roku 1937 přihlasíla firma Vauxhall, dceřiná společnost General Motors, devět  Taubových patentů. Od roku 1939 firma Vauxhall začala vyrábět nákladní automobily Bedford pro armádu. Použila motory Chevrolet Stovebold, druhé generace. Motor zkonstruoval Alex Taub. Jednalo se o šestiválec OHV o objemu 3,5 litrů.
Alex Taub se podílel na vývoji traktorového motoru pro firmu David Brown. Během války zkonstruoval motor pro britský tank Churchill, který byl postaven za 89 dní od zahájení činnosti.
V prosinci 1940 se vrátil do USA, aby zde prosadil výrobu britského čtyřiadvacetiválcového vodou chlazeného leteckého motoru Napier Sabre.

## Situace v Československu
Na území meziválečného Československa (resp. českých zemí) vyrábělo několik automobilek. Automobilky se snažily o co nejširší výrobní program, který by pokryl široké spektrum zákazníků. Existovalo mnoho typů; často měla jejich výroba manufakturní charakter, který výrobu prodražoval. Nedostatečnou typizaci řešila společně Škoda a Praga od května roku 1929.  Následující rok se přidala i Tatra, ale ta jako první odstoupila, protože se nechtěla vzdát své koncepce centrálního rámu. Škoda a Tatra výrobu, prodej a opravy automobilů od 1. ledna 1932 společně provozovali pod značkou Motor. Motor, akciová společnost, která skončila už po dvou měsících byla subjektem, který mohl hrát výraznou roli na československém trhu.
Výroba automobilů ve druhé světové válce ukázala výhody unifikace a sériové masové výroby. Po konfiskacích a znárodnění v roce 1945 československý automobilový průmysl ocitl v rukou státu. Situace vyžadovala racionalizační kroky, a proto byla  sestavena komise odborníků.

## Práce v Československu
Alex Taub se kromě konstrukce automobilů zabýval i organizací automobilového průmyslu. Kolem roku 1941 vypracoval desetiletou koncepci rozvoje průmyslu v Brazílii.  V roce 1943 na žádost amerického ministerstva zahraničí vypracoval obdobný projekt pro Čínu. Jaroslav Frei se s Alexem Taubem sešel a domluvil jeho spolupráci s Československými závody kovodělnými a strojírenskými. Ve funkci poradce zorganizoval Alex Taub několikaměsíční studijní cesty po nejlepších amerických automobilkách pro několik desítek československých inženýrů. Věděl, že přímá zkušenost je důležitá i pro  jeho práci, a proto problematiku racionalizace neřešil od stolu, ale seznamoval se s výrobou motocyklů, automobilů a autobusů v jednotlivých závodech. Byl v úzkém kontaktu s komisí pro reorganizaci československého automobilového průmyslu.  Komise brala v potaz zavedené výrobní postupy, které byly výsledkem průmyslové historie Československa, ale také americký model hromadné výroby, který byl vzorem pro automobilový průmysl. Po padesátiletém vývoji očekávali odborníci i veřejnost masovou motorizaci. A to i proto, že automobily, které byly úspěšné v exportu i v soutěžích a závodech byl jedním ze symbolů české „průmyslové tradice“. Vznikl tzv. Československý projekt, který zvažoval výstavbu nové automobilky nedaleko oceláren a poblíž vodního toku umožňujícího levnou dopravu surovin i hotových produktů.

## Marshallův plán
Československý projekt byl ambiciózní, jeho uskutečnění bylo reálné po vzniku European Recovery Program nazývaného Marschallův plán, který Československo přijalo 7. července 1947. Na jednání československé delegace v Moskvě dal Stalin ultimativní požadavek, aby účast Československa byla odvolána do 16:00 hod 10. července 1947.

## Protistátní spiklenecké centrum v čele s Rudolfem Slánským
Stalin zmařil československou účast na Marshallově plánu; vliv USA na Československo a země východní Evropy tak zcela eliminoval. Ve vedení těchto zemí byli komunisté, ale Stalin jim nevěřil. Byli zatýkáni vysocí funkcionáři, zeměmi východoevropských zemí prošla vlna politických procesů. V Československu to byl proces, který vstoupil do historie jako Proces se Slánským. Osoba Slánského, jako hlavního obžalovaného splňovala všechna kritéria: vysoký funkcionář, osoba židovského původu. Až následně byla vykonstruována skutková podstata a opatřeny důkazy. Jedním z důkazů se stala i práce Alexe Tauba. Rudolf Slánský se naučil odpovědi připravené StB nazpaměť a vypovídal: „Agent Taub, americký státní příslušník, povolaný s mým souhlasem, jako tzv. poradce pro československý průmysl motorových vozidel, řídil tento průmysl asi až do konce roku 1948. Když Taub koncem roku 1948 odjížděl do USA, vez sebou tajné a důvěrné plány a nejpodrobnější údaje jak hospodářského, tak technického rázu o nejdůležitějších závodech československého průmyslu. Proto byl na letišti v Ruzyni československými bezpečnostními orgány zadržen. Provedl jsem zákrok a zařídil, aby Taub mohl uvedené dokumenty odvést do USA.
Ve skutečnosti byl Alex Taub s manželkou zadržen 30. června 1948 kvůli údajnému nedovolenému vývozu deviz. Nakonec i Rudolf Slánský uvedl, že plat Alexi Taubovi byl vyplácen v dolarech. Alex Taub odletěl druhý den, ale pochopil, že v komunistickém Československu není žádanou osobou.
V závěrečné řeči soudu se Slánským, která dostala v tisku pojmenování „Ať nejvyšší trest je ohněm, jenž do kořene vypálí hanebnou hlízu zrady" pronesl prokurátor Josef Urválek: Pro rozvoj našeho kovoprůmyslu přijali spiklenci koncepci amerického špiona a Čankajškova poradce sionisty ing. Tauba spočívající v tom, že základem kovoprůmyslu se má stát průmysl motorových vozidel.

## Alex Taub v československém tisku a knihách
Výskyt jména Alexandra Tauba v tisku neskončil se Slánského procesem. Pro komunisty bylo jméno amerického „agenta" propagandistickou zbraní stejně jako americký brouk. Alex Taub měl do USA vyvézt vůz Tatra 111, tam ji rozšroubovat, ofotit a obkreslit, a to jen proto, že od roku 1927 nebyl schopen zkonstruovat vzduchem chlazený motor.
Nositel Řádu práce, konstruktér kopřivnické Tatry Jiří Klos tvrdil, že americká armáda používá téměř výlučně vzduchem chlazené motory a podezříval Alexe Tauba, že využil svou funkci k okopírování tatrováckých motorů. Některé americké tanky používaly vzduchem chlazené motory již od roku 1941, tedy několik let před působením Alexe Tauba v Československu. Způsob chlazení nehrál při rozhodování o motoru tanku žádný vliv; motory byly vybrány díky svému výkonu a váze. Právě letecké vzduchem chlazené motory splňovaly tato kritéria. Po 1. světové válce to byly ze stejných důvodů kapalinou chlazené motory Liberty 12. Lze souhlasit s tvrzením, že Alex Taub byl ke vzduchem chlazeným motorům skeptický. To mu v Tatře nikdy neodpustili a rádi se připojili k Taubovým kritikům.
K dokreslení Alexe Tauba použil autor knihy „O světové prvenství" z roku 1953 i popis: malý, zrzavý a servilní. Miloš Kovářík si ještě v roce 1984 pochvaluje, jak se podařilo Františku Ravenovi popsat práci Alexe Tauba pro americkou rozvědku.
Komunistický tisk popsal krádež, kterou provedl  Alex Taub, když ukradl Tatru 603, resp. její koncepci vzduchem chlazeného motoru uloženého vzadu. Automobilka Chevrolet totiž 13. září 1959 představila vůz Chevrolet Corvair. V USA tou dobou jezdily statisíce VW Brouk se stejnou koncepcí a navíc Alex Taub pracoval ve své firmě, případně přednášel na universitě v izraelské Haifě. Zde vzbudil zájem svým apelem na Izraelce, aby neupadli do závislosti na ropě a hledali alternativní paliva jako etanol.
V roce 1958 se v knize „Ventily spalovacích rychloběžných motorů" objevil odkaz na  Taubovu práci, taktéž v roce 1960 v knize „Vzduchem chlazené vozidlové motory" unikl cenzorům odkaz na článek Alexe Tauba.

## Alex Taub v českých knihách
Po roce 1989 se jméno Alexe Tauba opět objevilo v několika knihách. Oldřich Meduna ve svých vzpomínkách „Utajené projekty Škody" pokračoval v rétorice komunistických propagandistů a přidal i několik osobních výpadů. Vzpomínky Meduny sepsal novinář, který svými vysvětlivkami  korigoval vzpomínky a podal pravdivější obraz práce Alexe Tauba. Zůstala však zmínka o nereálném plánu a o nerespektování řady pozitivních konstrukcí, které vznikly v tajně za války.
Právě za války vznikal tajně Aero Minor (Jawa Minor II.), který vybral Alex Taub jako výchozí typ nejmenší kategorie osobních vozů. Prototyp vozu vyjel v létě roku 1948, tedy po odjezdu Alexe Tauba, a měl výborné jízdní vlastnosti. Do výroby se nedostal, protože byl spojen se jménem Alexe Tauba a nevyhovoval zájmům mladoboleslavské Škody.
Řešení v podobě výstavby velké automobilky v Československu bylo odmítnuto Sovětským svazem a domácími nohsledy označeno jako nerealistické. Až po roce 1989 bylo připomenuto, že právě Sovětský svaz šel o dvacet let později stejnou cestou.